# Фабрициев мост
Мостът Фабричо или Мост на четирите глави (на латински: Pons Fabricius, днес на италиански: Ponte dei Quattro Capi, Ponte Fabricio) е каменен мост над р. Тибър в Рим.
Той е най-старият мост в Рим, запазил своя първоначален вид. Построен е през 62 пр.н.е. от Луций Фабриций – curator viarum на улиците.
Свързва остров Тибър с левия бряг на реката. Дълъг е 62 m и е широк 5,5 m.
Името си Мост на четирите глави (Ponte dei Quattro Capi) получава от 2-те места в началото на моста със статуи с по 4 глави, които показват Херкулес или Янус.
През средновековието е наричан също и Pons Judaeorum, понеже водел до еврейското гето на Рим.